# Jack Kruschen

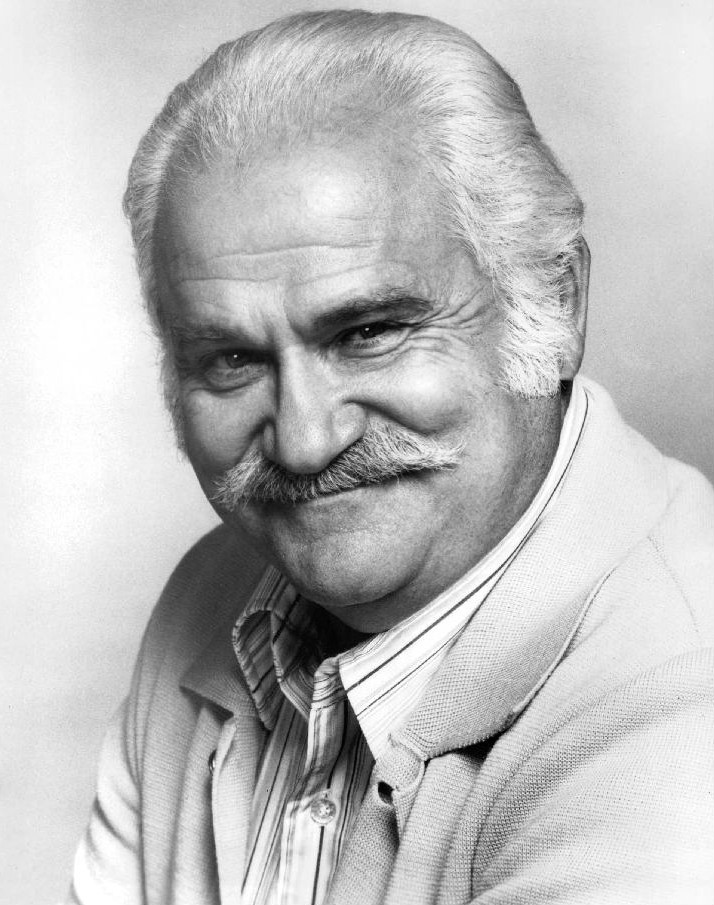
Jack Kruschen en 1977

Jack Kruschen (20 de marzo de 1922 — 2 de abril de 2002) fue un actor canadiense que trabajó principalmente en el cine, la televisión y la radio estadounidenses. Tuvo dos esposas: Marjorie Ullman (enero de 1947 — 1951, divorciado) y Mary Pender (23 de julio de 1979 — 2 de abril de 2002, su muerte). 
Nacido en Winnipeg, Manitoba, Kruschen comenzó su carrera en la década de 1940 como elemento básico del radioteatro de la costa oeste de los Estados Unidos. Tuvo regulares o recurrentes papeles en Broadway Is My Beat (como el sargento Muggavan), y Pete Kelly's Blues (como Red, el bajista), así como frecuentes papeles episódicos en series antológicas, westerns, y dramas de delincuencia. Fue voz en series destacadas como Escape, Dragnet, The Rifleman, Gunsmoke (por lo general, como vecino respetuoso con la ley), Crime Classics, Frontier Gentleman, Yours Truly, Johnny Dollar, Nightbeat, y Suspense. 
Sin embargo, es más conocido por sus papeles en el cine, incluyendo su memorable actuación como el vecino Dr. Dreyfuss en El apartamento, de Billy Wilder (por la que recibió una nominación al Premio Oscar como mejor actor de reparto). Otros trabajos cinematográficos incluyen papeles en La guerra de los mundos, dirigida por Byron Haskin (como Salvatore, una de las tres primeras víctimas, papel que repitió en la adaptación en la Lux Radio Theater, en la radio estadounidense), The Unsinkable Molly Brown (como el propietario de la taberna, Christmas Morgan), Abbott and Costello Go to Mars, Lover Come Back, McLintock! (con John Wayne y Maureen O'Hara), y Cape Fear. 
Sus papeles en televisión incluyen el personaje regular de Grandpa Papadopolis (abuelo Papadopolis) en la comedia de situación Webster, el papel del villano Eivol Ekdal, en Batman (episodios 9 y 10), y papeles en Dragnet, El Zorro, Barney Miller, y, en años posteriores, Murphy Brown, Lois & Clark y Full House. Su última aparición ante la cámara fue en la película de 1997 'Til There Was You (con Sarah Jessica Parker). 
Participa en la serie Colombo en el capítulo 7 de la segunda temporada titulado "The most dangerous match" (La partida más peligrosa).
Falleció en Chandler, Arizona, a la edad de 80 años, por causas no divulgadas.

## Premios y distinciones
Premios Óscar
| Año  | Categoría              | Película      | Resultado |
| ---- | ---------------------- | ------------- | --------- |
| 1961 | Mejor Actor de reparto | The Apartment | Nominado  |